# Jīntă Xiàn
Jīntă Xiàn o condado de Jīntă es una localidad de la ciudad-prefectura de Jiuquan en la provincia de Gansu, República Popular China, con una población censada en noviembre de 2010 de 147 460 habitantes.
Se encuentra situada en el norte de la provincia, cerca de la frontera con las provincias de Qinghai y Sinkiang, y del desierto de Gobi.